# 佩蒂翁维尔学校倒塌事故
佩蒂翁维尔学校倒塌事故发生于2008年11月7日，一间位于海地首都太子港郊区佩蒂翁维尔（Pétionville）的名为“诺言学院”（The Evangelic Promise）的教会学校的教学大楼在当地时间早上10:00左右突然倒塌。事故导致超过500名学生和多名教师活埋在瓦砾之下；至今已造成至少93死150伤，估计死亡人数会持续上升。

## 倒塌
教学大楼的一楼被二楼和三楼紧紧压在下面，教学楼的倒塌还压倒了附近的几所民居。而学生主要分布在一楼和二楼，也有部分学生当时在操场上。倒塌的原因尚未正式公布，但是海地总统勒内·普雷瓦尔8日视察完现场后表示，学校为混凝土构造，建筑质量低劣，没有使用任何钢筋，以及有关部门监督不力为倒塌的主要原因。这所学校在2000年也曾经试过一次小规模的倒塌，后来重建了。而此次倒塌的时候，教学楼的三楼还正在建造。

## 责任
学校的负责人福尔廷·奥古斯廷牧师承认，这所学校全部由他设计建造，建造期间没有雇用任何建筑工程师。他于11月8日被捕，被控过失杀人。

## 救援
多个国家和组织都对此次事故表示关切和哀悼。海地的邻国多米尼加共和国、法国的马提尼克、无国界医生、联合国驻海地维和部队、红十字会、美国国际开发署等都派救援队伍前往协助救援。